# Великий Альфельд

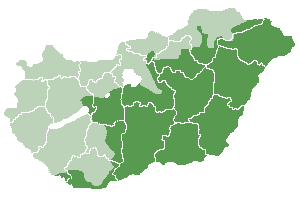
Розташування Великого Альфельду на мапі Угорщини

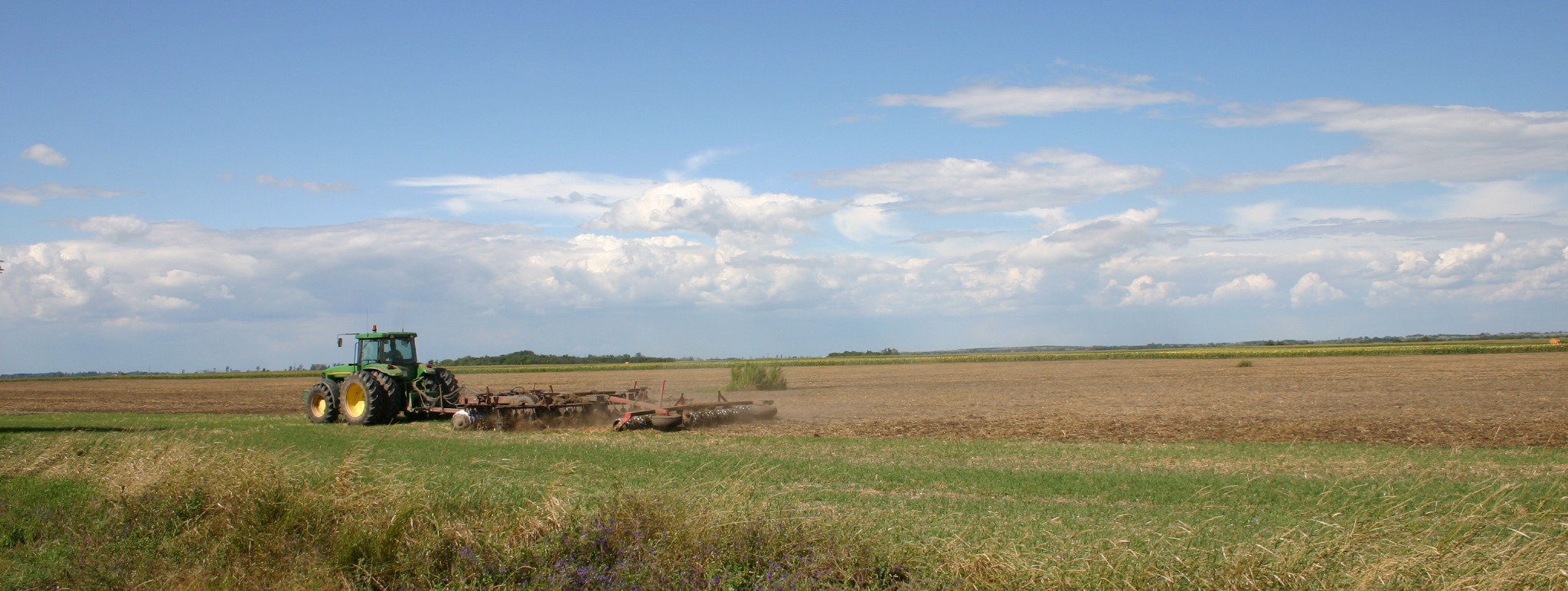
Альфельд

Великий Альфельд (угор. Alföld (Nagyalföld), хорв. Panonska nizina, рум. Câmpia Tisei, словац. Veľká dunajská kotlina, серб. Панонски басен) — рівнина, що займає південну та східну частину Угорщини, частину східної Словаччини (Východoslovenská nížina - Східнословацька низовина), південно-західну Україну (Закарпатська низовина), західну Румунію (Campia de Vest), північну Сербію (різні назви), і східну Хорватію (різні назви). Це найбільша частина Панонійської рівнини.
Обмежена Карпатськими горами з півночі і сходу. Задунайською височиною і Динарським нагір'ям на південному заході і річкою Сава на півдні.
Плоска рівнина, здебільшого покрита лісами, з родючими ґрунтами, розораними під зернові культури. По центральній частині протікають річки Тиса та її приток Переш, тут знаходяться великі міста: в Угорщині Сегед, Кечкемет і Дебрецен, а в Хорватії Осієк, Славонський Брод і Вуковар.
У перекладі з угор. Alföld - низовина.
Альфельд - одна із трьох великих виноробних зон Угорщини, який ділиться на дрібніші регіони (у тому числі Куншаг, Чонград).
Степова рівнина, вкрита переважно чорноземами. 
Важливий с.-г. район (посіви пшениці, кукурудзи, рису, бавовнику). Поширене виноградарство, садівництво. Розвинуте вівчарство.
У Сербії рівнину головним чином поділяють на 3 великі географічні райони: Бачка, Банат і Срем, більшість з яких знаходяться у Воєводині.
У Румунії це два регіони: Банат і Кришана.